# Vláda Aloise Eliáše
Vláda Aloise Eliáše existovala od 27. dubna 1939 do 19. ledna 1942. Jednalo se o druhou protektorátní vládu.

## Seznam členů vlády
| Portfej                              | Ministr                           | Strana | Strana | Nástup do úřadu  | Odchod z úřadu   |
| ------------------------------------ | --------------------------------- | ------ | ------ | ---------------- | ---------------- |
| Předseda vlády a ministr vnitra      | Alois Eliáš                       |        | NS     | 27. dubna 1939   | 19. ledna 1942   |
| Ministr vnitra                       | Alois Eliáš (pověřen řízením)     |        | NS     | 27. dubna 1939   | 1. července 1939 |
| Ministr vnitra                       | Josef Ježek                       |        | NS     | 1. července 1939 | 19. ledna 1942   |
| Ministr financí                      | Josef Kalfus                      |        | NS     | 27. dubna 1939   | 19. ledna 1942   |
| Ministr školství a národní osvěty    | Jan Kapras                        |        | NS     | 27. dubna 1939   | 19. ledna 1942   |
| Ministr spravedlnosti                | Jaroslav Krejčí                   |        | NS     | 27. dubna 1939   | 19. ledna 1942   |
| Ministr průmyslu, obchodu a živností | Vlastimil Šádek                   |        | NS     | 27. dubna 1939   | 3. února 1940    |
| Ministr průmyslu, obchodu a živností | Jaroslav Kratochvíl               |        | NS     | 3. února 1940    | 19. ledna 1942   |
| Ministr dopravy                      | Jiří Havelka                      |        | NS     | 27. dubna 1939   | 25. dubna 1941   |
| Ministr dopravy                      | Jindřich Kamenický                |        | NS     | 25. dubna 1941   | 19. ledna 1942   |
| Ministr veřejných prací              | Dominik Čipera                    |        | NS     | 27. dubna 1939   | 19. ledna 1942   |
| Ministr zemědělství                  | Ladislav Feierabend               |        | NS     | 27. dubna 1939   | 26. ledna 1940   |
| Ministr zemědělství                  | Jaroslav Krejčí (pověřen řízením) |        | NS     | 26. ledna 1940   | 3. února 1940    |
| Ministr zemědělství                  | Mikuláš z Bubna-Litic             |        | NS     | 3. února 1940    | 19. ledna 1942   |
| Ministr sociální a zdravotní správy  | Vladislav Klumpar                 |        | NS     | 27. dubna 1939   | 19. ledna 1942   |